# Regeringen Helle Thorning-Schmidt II
 Der er for få eller ingen kildehenvisninger i denne artikel, hvilket er et problem. Du kan hjælpe ved at angive troværdige kilder til de påstande, som fremføres i artiklen.

Regeringen Helle Thorning-Schmidt II (i regeringsperioden benævnt SR-regeringen) var fra 3. februar 2014 til 28. juni 2015 Danmarks regering. Statsminister var Helle Thorning-Schmidt fra Socialdemokraterne. Regeringen dannedes efter Socialistisk Folkeparti (SF) valgte at udtræde af den daværende regering, og regeringen bestod herefter at partierne Socialdemokraterne og Radikale Venstre. 
Statsministeren indgav sin og resten af regeringens afskedsbegæring hos Hendes Majestæt Dronningen dagen efter Folketingsvalget 2015, hvor partierne bag regeringen ikke opnåede flertal. Den 28. juni 2015 blev regeringen afløst af Regeringen Lars Løkke Rasmussen II.  

## Baggrund
Socialistisk Folkeparti valgte d. 30. januar 2014 at udtræde af regeringen som følge af  diskussionen om statens salg af aktier i DONG Energy til Goldman Sachs. Som følge af SF's udtrædelse måtte de tilbageværende formænd for regeringspartierne, statsminister Helle Thorning-Schmidt (S) og 
økonomi- og indenrigsminister Margrethe Vestager (R) danne en ny regering.
Regeringsgrundlaget forblev det samme selvom Socialistisk Folkeparti trådte ud af regeringen. Regeringen formulerede dog en "erklæring" med titlen "Flere job og bedre velfærd".

## Ændringer på ministerposter

### Afgående ministre
Følgende SF-ministre udtrådte af regeringen:
- Annette Vilhelmsen, social- børne og integrationsminister siden 9. august 2013, fhv. erhvervs- og vækstminister
- Pia Olsen Dyhr, transportminister siden 9. august 2013, fhv. handels- og investeringsminister
- Ida Auken, miljøminister siden 3. oktober 2011.
- Astrid Krag, sundhedsminister siden 3. oktober 2011.
- Holger Kirkholm Nielsen, udenrigsminister siden 12. december 2013, fhv. skatteminister
- Jonas Dahl, skatteminister siden 12. december 2013.

### Ministre med nye ansvarsområder
Følgende ministre fik nye ansvarsområder i forbindelse med den nye regeringsdannelse:
- Morten Østergaard (R), der gik fra at være minister for forskning, innovation og videregående uddannelser, til at være skatteminister efter Jonas Dahl (SF).
- Martin Lidegaard (R), der gik fra at være klima- og energiminister til at være udenrigsminister efter Holger K. Nielsen (SF).
- Manu Sareen (R), der gik fra at være minister for ligestilling, kirke og nordisk samarbejde til at være minister for børn, ligestilling, integration og sociale forhold efter Annette Vilhelmsen (SF).
- Rasmus Helveg Petersen (R), der gik fra at være udviklingsminister til at være klima- og energiminister efter Martin Lidegaard (R).
- Nick Hækkerup (S), der gik fra at være europa- og handelsminister til at være sundhedsminister efter Astrid Krag (SF).
- Marianne Jelved (R) blev tilført kirkeministeriet fra Manu Sareen (R), så hun siden 3. februar både var kulturminister og kirkeminister.
- Carsten Hansen (S) blev tilført ministeriet for nordisk samarbejde fra Manu Sareen (R), så han siden 3. februar både var minister for by, bolig og landdistrikter og minister for nordisk samarbejde.

### Nye ministre
Følgende personer fik en ministerpost i forbindelse med regeringsdannelsen:
- Magnus Heunicke (S), der blev transportminister efter Pia Olsen Dyhr (SF).
- Mogens Jensen (S), der blev handels- og udviklingsminister efter Nick Hækkerup (S) som handelsminister og Rasmus Helveg Petersen (R) som udviklingsminister.
- Kirsten Brosbøl (S), der blev miljøminister efter Ida Auken (SF).
- Sofie Carsten Nielsen (R), der blev uddannelses- og forskningsminister efter Morten Østergaard (R).

## Historie

### Rokaden i september 2014
Da det den 30. august 2014 stod klart, at økonomi- og indenrigsminister Margrethe Vestager (R) var udpeget som ny EU-kommissær efter Connie Hedegaard (K), skulle der vælges både ny R-formand og ny økonomi- og indenrigsminister.
Morten Østergaard blev uden modkandidater valgt af sin folketingsgruppe som ny politisk leder, og blev derfor den 2. september 2014 udpeget som ny økonomi- og indenrigsminister. Benny Engelbrecht (S) blev ny skatteminister efter Østergaard.

### Rokaden i oktober 2014
Den 10. oktober blev der atter foretaget en regeringsrokade, da justitsminister Karen Hækkerup (S) valgte at forlade regeringen til fordel for et job som administrerende direktør i brancheorganisationen Landbrug & Fødevarer. Et område, som hun selv havde arbejdet med i hendes tid som fødevareminister fra august til december 2013.
Beskæftigelsesminister Mette Frederiksen blev udpeget til ny justitsminister, og som hendes afløser udpegede Helle Thorning-Schmidt den forhenværende minister, Henrik Dam Kristensen til beskæftigelsesminister. Dam Kristensen var i perioden oktober 2011 til august 2013 transportminister under Thorning-Schmidt, og havde inden da siddet på øvrige ministerposter under Poul Nyrup Rasmussen, der gik af som statsminister i 2001.

## Ministre i regeringen
| 1                                                                 | Statsminister                                                               |  | Helle Thorning-Schmidt | 3. februar 2014   | 28. juni 2015     | Socialdemokratiet | MF  |
| 2                                                                 | Økonomi- og indenrigsminister                                               |  | Margrethe Vestager     | 3. februar 2014   | 2. september 2014 | Radikale Venstre  | MF  |
| 2                                                                 | Økonomi- og indenrigsminister                                               |  | Morten Østergaard      | 2. september 2014 | 28. juni 2015     | Radikale Venstre  | MF  |
| 3                                                                 | Finansminister                                                              |  | Bjarne Corydon         | 3. februar 2014   | 28. juni 2015     | Socialdemokratiet | MF  |
| 4                                                                 | Udenrigsminister                                                            |  | Martin Lidegaard       | 3. februar 2014   | 28. juni 2015     | Radikale Venstre  | -   |
| 5                                                                 | Skatteminister                                                              |  | Morten Østergaard      | 3. februar 2014   | 2. september 2014 | Radikale Venstre  | MF  |
| 5                                                                 | Skatteminister                                                              |  | Benny Engelbrecht      | 2. september 2014 | 28. juni 2015     | Socialdemokratiet | MF  |
| 6                                                                 | Beskæftigelsesminister                                                      |  | Mette Frederiksen      | 3. februar 2014   | 10. oktober 2014  | Socialdemokratiet | MF  |
| 6                                                                 | Beskæftigelsesminister                                                      |  | Henrik Dam Kristensen  | 10. oktober 2014  | 28. juni 2015     | Socialdemokratiet | MF  |
| 7                                                                 | Justitsminister                                                             |  | Karen Hækkerup         | 3. februar 2014   | 10. oktober 2014  | Socialdemokratiet | MF  |
| 7                                                                 | Justitsminister                                                             |  | Mette Frederiksen      | 10. oktober 2014  | 28. juni 2015     | Socialdemokratiet | MF  |
| 8                                                                 | Uddannelses- og forskningsminister                                          |  | Sofie Carsten Nielsen  | 3. februar 2014   | 28. juni 2015     | Radikale Venstre  | MF  |
| 9                                                                 | Kulturminister og kirkeminister                                             |  | Marianne Jelved        | 3. februar 2014   | 28. juni 2015     | Radikale Venstre  | MF  |
| 10                                                                | Minister for by, bolig og landdistrikter og minister for nordisk samarbejde |  | Carsten Hansen         | 3. februar 2014   | 28. juni 2015     | Socialdemokratiet | MF  |
| 11                                                                | Undervisningsminister                                                       |  | Christine Antorini     | 3. februar 2014   | 28. juni 2015     | Socialdemokratiet | MF  |
| 12                                                                | Minister for sundhed og forebyggelse                                        |  | Nick Hækkerup          | 3. februar 2014   | 28. juni 2015     | Socialdemokratiet | MF  |
| 13                                                                | Forsvarsminister                                                            |  | Nicolai Wammen         | 3. februar 2014   | 28. juni 2015     | Socialdemokratiet | MF  |
| 14                                                                | Minister for børn, ligestilling, integration og sociale forhold             |  | Manu Sareen            | 3. februar 2014   | 28. juni 2015     | Radikale Venstre  | MF  |
| 15                                                                | Erhvervs- og vækstminister                                                  |  | Henrik Sass Larsen     | 3. februar 2014   | 28. juni 2015     | Socialdemokratiet | MF  |
| 16                                                                | Klima-, energi- og bygningsminister                                         |  | Rasmus Helveg Petersen | 3. februar 2014   | 28. juni 2015     | Radikale Venstre  | MF  |
| 17                                                                | Minister for fødevarer, landbrug og fiskeri                                 |  | Dan Jørgensen          | 3. februar 2014   | 28. juni 2015     | Socialdemokratiet | MEP |
| 18                                                                | Handels- og udviklingsminister                                              |  | Mogens Jensen          | 3. februar 2014   | 28. juni 2015     | Socialdemokratiet | MF  |
| 19                                                                | Transportminister                                                           |  | Magnus Heunicke        | 3. februar 2014   | 28. juni 2015     | Socialdemokratiet | MF  |
| 20                                                                | Miljøminister                                                               |  | Kirsten Brosbøl        | 3. februar 2014   | 28. juni 2015     | Socialdemokratiet | MF  |
| stm.dk (3. februar 2014). "Regeringen Helle Thorning-Schmidt II". |                                                                             |  |                        |                   |                   |                   |     |